# ドラキュラのうた
ドラキュラのうたは、日本の歌。作詞：小黒恵子、作曲：クニ河内。
1975年8月 - 9月、NHKの歌番組『みんなのうた』で放送された。

## 曲の内容
蚊（歌詞中ではヤブッ蚊）を『吸血鬼ドラキュラ』のドラキュラ伯爵に例えて歌ったユニークな歌詞が人気となり、以降同番組内で再度再放送されている。
なお歌詞では、蚊が「おいら」「だァ」「だぜ」などと言っている事から、主人公の蚊はオス扱いされているが、実際はオスの蚊は全く血を吸わず、実際に血を吸うのはメスの蚊である。

## 映像について
映像は、月岡貞夫のアニメーション作品。間奏にはフランケンシュタイン、狼男なども登場する、独特な世界観が人気である。当楽曲の映像は、初回放送時と近年の再放送時で変更点が見られる。変更の理由は、映像の内容が現在のテレビ放送で放映するに相応しくないと判断したためかと思われる。具体的には曲のサビ部分、窓の前でドラキュラ（蚊）がマントを広げるシーン（ドラキュラの顔が柔らかいものに変更され、体も画面いっぱいの大きさから半分程度の大きさになった）、曲の2番で蚊が少女を刺すことを抽象的に表現した、注射器で血が吸い取られるシーンが、蚊が少女の腕に止まるも、彼女に叩かれてしまうというものにそれぞれ差し替えられた。変更部分の映像の担当者は不明である。2011年4月23日放送の『みんなのうた スペシャル・1970's セレクション』でも再放送されたが、こちらは初期バージョン（注射器で吸われるなど）が使われた。なお、映像に登場する少女は裸になっているが、こちらは後の再放送時でも変更はされていない。